# Муратбаєвський сільський округ
Муратба́євський сільський округ (каз. Мұратбаев ауылдық округі, рос. Кызылкумский сельский округ) — адміністративна одиниця у складі Казалінського району Кизилординської області Казахстану. Адміністративний центр та єдиний населений пункт — село Муратбаєв.
Населення — 1487 осіб (2021; 1640 у 2009, 1417 у 1999, 1418 у 1989).
Станом на 1989 рік існувала Калінінська сільська рада (село Муратбаєва). 2018 року було ліквідовано селище Кенес, включивши його до складу села Муратбаєв.

## Склад
До складу округу входять такі населені пункти:
| Населений пункт         | Колишні назви | Населення, осіб (1989) | Населення, осіб (1999) | Населення, осіб (2009) | Населення, осіб (2021) |
| ----------------------- | ------------- | ---------------------- | ---------------------- | ---------------------- | ---------------------- |
| Муратбаєв, село         | Муратбаєва    | 1418                   | 1329                   | 1640                   | 1487                   |
| Кенес, станційне селище | -             | -                      | 88                     | 0                      | -                      |